# Dasysyrphus pauxillus
Dasysyrphus pauxillus es una especie de mosca sírfida. Se distribuyen por el holártico en Europa y América del Norte.